# اورخون‌تول
شهرستان اورخون‌تول (به زبان مغولی: Орхонтуул сум، [Orxontuul sum]؛ ᠣᠷᠬᠤᠨ ᠪᠤᠯᠠᠭ ᠰᠤᠮᠤ، [orqun tuula sumu]) یک شهرستان (سُوم) در مغولستان است که در استان سلنگه واقع شده‌است. اورخون‌تول ۲٬۹۴۰٫۸۳ کیلومتر مربع مساحت دارد.

## تقسیمات اداری
شهرستان اورخون‌تول متشکل از ۳ قصبه (باغ) می‌باشد، شامل:
- بایان‌چوغت (مغولی: Баянцогт баг، [Bajancogt bag]؛ ᠪᠠᠶ᠋ᠠᠨ ᠴᠣᠭᠲᠤ ᠪᠠᠭ، [bayan čoɣtu baɣ])
- خونغوراُوبو (مغولی: Хонгор-Овоо баг، [Xongor-Ovoo bag]؛ ᠬᠣᠩᠭᠣᠷ ᠣᠪᠤᠭ᠎ᠠ ᠪᠠᠭ، [qoŋɣor obuɣ-a baɣ])
- راشانت (مغولی: Рашаант баг، [Rašaant bag]؛ ᠷᠠᠰᠢᠶ᠋ᠠᠨᠲᠤ ᠪᠠᠭ، [rašiyantu baɣ])